# 15 Jahre Deutschrock & Skandale
15 Jahre Deutschrock & Skandale (Eigenschreibweise 15 Jahre Deutschrock & SKAndale) ist das elfte Studioalbum von Frei.Wild, der Deutschrock-Band aus Brixen in der italienischen Provinz Bozen–Südtirol anlässlich des Jubiläums des 15-jährigen Bandbestehens. Es handelt sich hier laut der Band um kein offizielles Studioalbum. Es erschien am 29. Juli 2016 über das Label Rookies & Kings.

## Musikstil und Inhalt
Das Album ist dem Genre Deutschrock zuzuordnen. Außerdem sind Ska- und Reggae-Elemente enthalten.

## Covergestaltung
Das Albumcover ist schwarz-weiß gehalten mit goldenen Farbtönen. In der Mitte befindet sich ein Totenschädel, der einen Hut trägt. Umrandet wird dieser von einem Lorbeerkranz, wobei die einzelnen Lorbeerblätter durch Stacheldraht verbunden sind. Unterhalb des Totenkopfes befindet sich der Titel des Albums 15 Jahre Deutschrock & SKAndale. Der typische Frei.Wild-Schriftzug befindet sich in der oberen rechten Ecke des Bildes.

## Titelliste
| #  | Titel                                                                      | Länge |
| -- | -------------------------------------------------------------------------- | ----- |
| 1  | Melodien der Zeit – Preludio                                               | 4:47  |
| 2  | Yeah, Yeah, Yeah (Darf ich bitten Lady?)                                   | 3:03  |
| 3  | Im Zweifel nicht für Dich                                                  | 3:41  |
| 4  | Hart am Wind                                                               | 3:50  |
| 5  | Willig, sexy und perfekt                                                   | 3:53  |
| 6  | 15 Jahre mit Euch, 15 Jahre zusammen, 15 Jahre Frei.Wild                   | 5:05  |
| 7  | Mein Lachen, Dein Leiden                                                   | 3:34  |
| 8  | The World Goes Down                                                        | 3:43  |
| 9  | Bin kein Held, aber Mensch bin ich                                         | 3:26  |
| 10 | Wir sind viele                                                             | 4:09  |
| 11 | 15 Jahre mit euch, 15 Jahre zusammen, 15 Jahre Frei.Wild (Country Version) | 4:46  |

## Kommerzieller Erfolg

### Chartplatzierungen
15 Jahre Deutschrock & Skandale stieg in der 31. Kalenderwoche des Jahres 2016 auf Platz 2 in die deutschen Charts ein und konnte sich zehn Wochen in den Top 100 halten. Auch in den Schweizer Charts erreichte das Album Platz 2, während es in Österreich Rang 3 belegte.

### Auszeichnungen für Musikverkäufe
Für mehr als 100.000 verkaufte Einheiten erhielt 15 Jahre Deutschrock & Skandale im Juni 2018 in Deutschland eine Goldene Schallplatte.
| Land/Region        | Auszeichnungen für Musikverkäufe (Land/Region, Auszeichnung, Verkäufe) | Verkäufe |
| ------------------ | ---------------------------------------------------------------------- | -------- |
| Deutschland (BVMI) | Gold                                                                   | 100.000  |
| Insgesamt          | 1× Gold ·                                                              | 100.000  |

## Trivia
Am 30. Juli 2016 fand einen Tag nach Albumrelease, anlässlich dessen, in Berlin ein Open-Air-Konzert auf der Kindl-Bühne Wuhlheide statt, bei welchem allen Konzertbesuchern das Album an einem Stand geschenkt wurde. Die 20.000 verschenkten Einheiten wurden bei der Ermittlung der Chartposition nicht berücksichtigt.

## Musikvideos
Am 5. Februar 2016 wurde ein Video zum Lied 15 Jahre veröffentlicht. Zum Tag des Albumrelease wurde dann ein Musikvideo zum Titel Yeah Yeah Yeah (Darf ich bitten Lady?) veröffentlicht, in welchem die Bandmitglieder in alte Bud Spencer und Terence-Hill-Filme editiert wurden.

## Rezeption
| Professionelle Bewertungen | Professionelle Bewertungen |
| -------------------------- | -------------------------- |
| Kritiken                   |                            |
| Quelle                     | Bewertung                  |
| laut.de                    | [ 10 ]                     |

Manuel Berger von laut.de bewertete das Album mit drei von möglichen fünf Punkten. 15 Jahre Deutschrock & Skandale ordne sich „qualitativ im Mittelfeld der Diskographie ein, ist super produziert, es wird mal lauter, mal leiser, man dankt eifrig den Fans, blickt auf die Karriere zurück und gibt dennoch ein Statement ab, wo man heute steht.“ Es sei „entspannte Musik für zwischendurch“, wobei allerdings die teilweise „platten“ Texte etwas stören würden.